# Eleições legislativas portuguesas de 2011 no distrito de Aveiro
| Eleições legislativas portuguesas de 2011 Distritos: Aveiro \| Beja \| Braga \| Bragança \| Castelo Branco \| Coimbra \| Évora \| Faro \| Guarda \| Leiria \| Lisboa \| Portalegre \| Porto \| Santarém \| Setúbal \| Viana do Castelo \| Vila Real \| Viseu \| Açores \| Madeira \| Estrangeiro |

## Resultados por Concelho
Os resultados nos concelhos do Distrito de Aveiro foram os seguintes:

### Águeda
| Partido                 | Partido                        | Votos  | %               | +/-   |
| ----------------------- | ------------------------------ | ------ | --------------- | ----- |
|                         | Partido Social Democrata       | 11 332 | 44,59 / 100,00  | 11,32 |
|                         | Partido Socialista             | 6 809  | 26,79 / 100,00  | 9,98  |
|                         | CDS – Partido Popular          | 3 289  | 12,94 / 100,00  | 0,38  |
|                         | Bloco de Esquerda              | 1 085  | 4,27 / 100,00   | 3,55  |
|                         | Coligação Democrática Unitária | 909    | 3,58 / 100,00   | 0,33  |
|                         | Outros                         | 795    | 3,14 / 100,00   |       |
| Votos Inválidos         | Votos Inválidos                | 1 194  | 4,70 / 100,00   | 1,42  |
| Total                   | Total                          | 25 413 | 100,00 / 100,00 |       |
| Eleitorado/Participação | Eleitorado/Participação        | 43 889 | 57,90 / 100,00  | 1,38  |

| Freguesia            | %     | %     | %     | %    | %    | Votantes |
| Freguesia            | PSD   | PS    | CDS   | BE   | CDU  | Votantes |
| -------------------- | ----- | ----- | ----- | ---- | ---- | -------- |
| Agadão               | 55,86 | 17,97 | 16,41 | 2,34 | 1,17 | 256      |
| Aguada de Baixo      | 49,24 | 19,77 | 18,71 | 3,27 | 1,40 | 855      |
| Aguada de Cima       | 51,09 | 24,33 | 12,11 | 3,78 | 1,40 | 1 932    |
| Águeda               | 41,42 | 29,50 | 11,71 | 4,57 | 4,76 | 5 925    |
| Barrô                | 46,58 | 28,74 | 11,97 | 2,67 | 1,50 | 936      |
| Belazaima do Chão    | 41,24 | 32,20 | 10,45 | 3,39 | 2,82 | 354      |
| Borralha             | 38,96 | 31,66 | 11,31 | 5,03 | 4,01 | 1 273    |
| Castanheira do Vouga | 55,28 | 17,89 | 14,09 | 2,44 | 3,59 | 369      |
| Espinhel             | 40,68 | 31,65 | 10,40 | 5,42 | 3,18 | 1 384    |
| Fermentelos          | 63,48 | 8,31  | 17,98 | 3,31 | 1,91 | 1 780    |
| Lamas do Vouga       | 42,89 | 36,32 | 10,26 | 3,16 | 2,89 | 380      |
| Macieira de Alcoba   | 68,75 | 9,38  | 10,94 | 0    | 1,56 | 64       |
| Macinhata do Vouga   | 42,32 | 29,35 | 12,26 | 4,40 | 4,35 | 1 680    |
| Óis da Ribeira       | 44,62 | 25,56 | 15,25 | 5,16 | 2,02 | 446      |
| Préstimo             | 41,61 | 19,24 | 22,60 | 3,58 | 3,13 | 447      |
| Recardães            | 42,65 | 29,06 | 11,57 | 4,44 | 3,40 | 1 824    |
| Segadães             | 35,71 | 33,13 | 16,27 | 3,37 | 3,77 | 504      |
| Travassô             | 42,14 | 25,24 | 15,08 | 6,74 | 2,57 | 935      |
| Trofa                | 42,56 | 27,43 | 12,31 | 5,14 | 5,51 | 1 633    |
| Valongo do Vouga     | 41,13 | 29,56 | 12,07 | 3,82 | 4,76 | 2 436    |
| Águeda               | 44,59 | 26,79 | 12,94 | 4,27 | 3,58 | 25 413   |

### Albergaria-a-Velha
| Partido                 | Partido                        | Votos  | %               | +/-  |
| ----------------------- | ------------------------------ | ------ | --------------- | ---- |
|                         | Partido Social Democrata       | 5 717  | 43,85 / 100,00  | 8,62 |
|                         | Partido Socialista             | 2 897  | 22,22 / 100,00  | 6,35 |
|                         | CDS – Partido Popular          | 2 529  | 19,40 / 100,00  | 0,70 |
|                         | Bloco de Esquerda              | 504    | 3,87 / 100,00   | 3,84 |
|                         | Coligação Democrática Unitária | 454    | 3,48 / 100,00   | 0,22 |
|                         | Outros                         | 430    | 3,31 / 100,00   |      |
| Votos Inválidos         | Votos Inválidos                | 507    | 3,89 / 100,00   | 1,02 |
| Total                   | Total                          | 13 038 | 100,00 / 100,00 |      |
| Eleitorado/Participação | Eleitorado/Participação        | 22 534 | 57,86 / 100,00  | 0,94 |

| Freguesia          | %     | %     | %     | %    | %    | Votantes |
| Freguesia          | PSD   | PS    | CDS   | BE   | CDU  | Votantes |
| ------------------ | ----- | ----- | ----- | ---- | ---- | -------- |
| Albergaria-a-Velha | 42,60 | 21,46 | 20,51 | 4,60 | 3,75 | 4 134    |
| Alquerubim         | 44,12 | 26,89 | 16,13 | 3,65 | 2,28 | 1 097    |
| Angeja             | 35,55 | 26,91 | 18,36 | 3,57 | 6,64 | 1 204    |
| Branca             | 49,85 | 19,78 | 17,32 | 3,47 | 2,43 | 2 967    |
| Frossos            | 38,51 | 20,63 | 23,97 | 3,73 | 3,54 | 509      |
| Ribeira de Fráguas | 40,51 | 25,92 | 20,71 | 2,24 | 2,65 | 980      |
| São João de Loure  | 47,58 | 16,86 | 22,70 | 3,74 | 2,73 | 1 097    |
| Valmaior           | 42,86 | 24,76 | 18,57 | 4,38 | 4,57 | 1 050    |
| Albergaria-a-Velha | 43,85 | 22,22 | 19,40 | 3,87 | 3,48 | 13 038   |

### Anadia
| Partido                 | Partido                        | Votos  | %               | +/-  |
| ----------------------- | ------------------------------ | ------ | --------------- | ---- |
|                         | Partido Social Democrata       | 8 795  | 53,43 / 100,00  | 9,44 |
|                         | Partido Socialista             | 3 185  | 19,35 / 100,00  | 6,91 |
|                         | CDS – Partido Popular          | 2 045  | 12,42 / 100,00  | 0,52 |
|                         | Bloco de Esquerda              | 650    | 3,95 / 100,00   | 3,41 |
|                         | Coligação Democrática Unitária | 492    | 2,99 / 100,00   | 0,35 |
|                         | Outros                         | 579    | 3,52 / 100,00   |      |
| Votos Inválidos         | Votos Inválidos                | 714    | 4,34 / 100,00   | 0,70 |
| Total                   | Total                          | 16 460 | 100,00 / 100,00 |      |
| Eleitorado/Participação | Eleitorado/Participação        | 28 721 | 57,31 / 100,00  | 0,12 |

| Freguesia              | %     | %     | %     | %    | %    | Votantes |
| Freguesia              | PSD   | PS    | CDS   | BE   | CDU  | Votantes |
| ---------------------- | ----- | ----- | ----- | ---- | ---- | -------- |
| Aguim                  | 52,17 | 23,24 | 9,60  | 5,70 | 2,55 | 667      |
| Amoreira da Gândara    | 54,19 | 17,62 | 15,71 | 2,20 | 1,47 | 681      |
| Ancas                  | 52,48 | 16,55 | 12,53 | 5,44 | 1,42 | 423      |
| Arcos                  | 45,53 | 22,16 | 12,29 | 6,11 | 5,83 | 2 798    |
| Avelãs de Caminho      | 48,48 | 23,95 | 13,06 | 3,63 | 2,61 | 689      |
| Avelãs de Cima         | 61,95 | 12,87 | 12,79 | 2,80 | 1,76 | 1 251    |
| Mogofores              | 41,33 | 29,07 | 15,76 | 4,73 | 1,93 | 571      |
| Moita                  | 55,80 | 18,30 | 13,62 | 3,20 | 2,83 | 1 344    |
| Óis do Bairro          | 47,53 | 26,24 | 8,75  | 4,94 | 2,28 | 263      |
| Paredes do Bairro      | 66,67 | 12,94 | 9,89  | 3,50 | 1,22 | 657      |
| Sangalhos              | 49,16 | 16,66 | 14,38 | 4,69 | 4,91 | 2 323    |
| São Lourenço do Bairro | 53,88 | 20,34 | 11,26 | 4,50 | 1,48 | 1 288    |
| Tamengos               | 49,55 | 24,15 | 12,64 | 3,27 | 1,92 | 886      |
| Vila Nova de Monsarros | 51,45 | 27,69 | 10,20 | 1,74 | 2,78 | 863      |
| Vilarinho do Bairro    | 68,62 | 12,87 | 10,65 | 1,48 | 1,08 | 1 756    |
| Anadia                 | 53,43 | 19,35 | 12,42 | 3,95 | 2,99 | 16 460   |

### Arouca
| Partido                 | Partido                        | Votos  | %               | +/-   |
| ----------------------- | ------------------------------ | ------ | --------------- | ----- |
|                         | Partido Social Democrata       | 6 378  | 49,67 / 100,00  | 12,47 |
|                         | Partido Socialista             | 2 668  | 20,78 / 100,00  | 8,58  |
|                         | CDS – Partido Popular          | 2 393  | 18,64 / 100,00  | 0,06  |
|                         | Bloco de Esquerda              | 311    | 2,42 / 100,00   | 2,32  |
|                         | Coligação Democrática Unitária | 250    | 1,95 / 100,00   | 0,06  |
|                         | Outros                         | 368    | 2,87 / 100,00   |       |
| Votos Inválidos         | Votos Inválidos                | 472    | 3,67 / 100,00   | 0,39  |
| Total                   | Total                          | 12 840 | 100,00 / 100,00 |       |
| Eleitorado/Participação | Eleitorado/Participação        | 21 189 | 60,60 / 100,00  | 0,90  |

| Freguesia           | %     | %     | %     | %    | %    | Votantes |
| Freguesia           | PSD   | PS    | CDS   | BE   | CDU  | Votantes |
| ------------------- | ----- | ----- | ----- | ---- | ---- | -------- |
| Albergaria da Serra | 39,34 | 36,07 | 8,20  | 0    | 1,64 | 61       |
| Alvarenga           | 53,56 | 20,78 | 15,06 | 1,12 | 1,81 | 717      |
| Arouca              | 46,73 | 22,07 | 16,67 | 3,49 | 2,82 | 1 776    |
| Burgo               | 43,81 | 21,99 | 22,41 | 3,37 | 2,19 | 1 187    |
| Cabreiros           | 50,00 | 35,94 | 6,25  | 1,56 | 0    | 64       |
| Canelas             | 46,90 | 18,10 | 26,90 | 0,71 | 2,62 | 420      |
| Chave               | 43,50 | 23,75 | 19,00 | 3,38 | 1,63 | 800      |
| Covelo de Paivó     | 46,43 | 23,21 | 26,79 | 1,79 | 0    | 56       |
| Escariz             | 53,56 | 21,07 | 16,94 | 1,84 | 0,79 | 1 139    |
| Espiunca            | 47,27 | 20,70 | 23,83 | 1,56 | 1,56 | 256      |
| Fermedo             | 47,97 | 24,90 | 16,92 | 2,66 | 1,96 | 715      |
| Janarde             | 48,84 | 29,07 | 13,95 | 2,33 | 2,33 | 86       |
| Mansores            | 60,86 | 13,56 | 17,10 | 0,62 | 0,92 | 649      |
| Moldes              | 46,33 | 25,42 | 18,36 | 1,41 | 1,86 | 708      |
| Rossas              | 53,54 | 15,66 | 20,11 | 2,12 | 2,54 | 945      |
| Santa Eulália       | 48,54 | 19,46 | 19,78 | 3,86 | 2,13 | 1 269    |
| São Miguel do Mato  | 59,64 | 19,79 | 14,32 | 1,04 | 2,08 | 384      |
| Tropeço             | 45,83 | 19,23 | 21,63 | 3,53 | 1,28 | 624      |
| Urrô                | 55,95 | 18,29 | 17,38 | 1,68 | 1,52 | 656      |
| Várzea              | 53,05 | 20,43 | 18,60 | 0,91 | 3,35 | 328      |
| Arouca              | 49,67 | 20,78 | 18,64 | 2,42 | 1,95 | 12 840   |

### Aveiro
| Partido                 | Partido                               | Votos  | %               | +/-  |
| ----------------------- | ------------------------------------- | ------ | --------------- | ---- |
|                         | Partido Social Democrata              | 17 884 | 43,33 / 100,00  | 9,96 |
|                         | Partido Socialista                    | 8 440  | 20,45 / 100,00  | 8,56 |
|                         | CDS – Partido Popular                 | 7 027  | 17,02 / 100,00  | 0,90 |
|                         | Bloco de Esquerda                     | 2 511  | 6,08 / 100,00   | 5,02 |
|                         | Coligação Democrática Unitária        | 1 802  | 4,37 / 100,00   | 0,34 |
|                         | Partido pelos Animais e pela Natureza | 509    | 1,23 / 100,00   | Novo |
|                         | Outros                                | 1 134  | 2,75 / 100,00   |      |
| Votos Inválidos         | Votos Inválidos                       | 1 969  | 4,77 / 100,00   | 1,52 |
| Total                   | Total                                 | 41 276 | 100,00 / 100,00 |      |
| Eleitorado/Participação | Eleitorado/Participação               | 68 706 | 60,08 / 100,00  | 0,13 |

| Freguesia               | %     | %     | %     | %    | %    | %    | Votantes |
| Freguesia               | PSD   | PS    | CDS   | BE   | CDU  | PAN  | Votantes |
| ----------------------- | ----- | ----- | ----- | ---- | ---- | ---- | -------- |
| Aradas                  | 47,27 | 18,59 | 18,14 | 5,42 | 2,75 | 1,42 | 4 432    |
| Cacia                   | 38,51 | 24,64 | 14,78 | 7,20 | 4,70 | 0,91 | 3 641    |
| Eirol                   | 43,07 | 15,57 | 27,51 | 2,99 | 1,49 | 0,64 | 469      |
| Eixo                    | 38,35 | 22,44 | 18,71 | 6,41 | 5,40 | 1,28 | 2 576    |
| Esgueira                | 36,17 | 24,34 | 16,35 | 7,18 | 5,61 | 1,42 | 6 488    |
| Glória                  | 41,02 | 21,06 | 16,81 | 7,64 | 4,92 | 1,56 | 5 526    |
| Nariz                   | 57,14 | 10,75 | 17,96 | 3,15 | 1,18 | 0,79 | 763      |
| Nossa Senhora de Fátima | 56,36 | 11,59 | 20,65 | 3,64 | 1,12 | 0,65 | 1 070    |
| Oliveirinha             | 55,30 | 14,27 | 16,31 | 3,89 | 1,89 | 1,32 | 2 649    |
| Requeixo                | 53,34 | 13,22 | 20,36 | 4,86 | 2,58 | 0,46 | 658      |
| Santa Joana             | 48,56 | 19,54 | 14,40 | 4,89 | 4,33 | 0,83 | 4 339    |
| São Bernardo            | 46,16 | 18,48 | 19,07 | 5,31 | 3,55 | 1,17 | 2 732    |
| São Jacinto             | 32,67 | 39,08 | 14,43 | 4,41 | 3,21 | 0,40 | 499      |
| Vera Cruz               | 40,43 | 20,35 | 17,34 | 6,72 | 6,22 | 1,44 | 5 434    |
| Aveiro                  | 43,33 | 20,45 | 17,02 | 6,08 | 4,37 | 1,23 | 41 276   |

### Castelo de Paiva
| Partido                 | Partido                        | Votos  | %               | +/-   |
| ----------------------- | ------------------------------ | ------ | --------------- | ----- |
|                         | Partido Social Democrata       | 3 828  | 43,91 / 100,00  | 10,71 |
|                         | Partido Socialista             | 3 243  | 37,20 / 100,00  | 7,24  |
|                         | CDS – Partido Popular          | 671    | 7,70 / 100,00   | 2,23  |
|                         | Bloco de Esquerda              | 305    | 3,50 / 100,00   | 2,92  |
|                         | Coligação Democrática Unitária | 201    | 2,31 / 100,00   | 0,07  |
|                         | Outros                         | 206    | 2,48 / 100,00   |       |
| Votos Inválidos         | Votos Inválidos                | 263    | 3,02 / 100,00   | 0,48  |
| Total                   | Total                          | 8 717  | 100,00 / 100,00 |       |
| Eleitorado/Participação | Eleitorado/Participação        | 14 877 | 58,59 / 100,00  | 6,75  |

| Freguesia                | %     | %     | %     | %    | %    | Votantes |
| Freguesia                | PSD   | PS    | CDS   | BE   | CDU  | Votantes |
| ------------------------ | ----- | ----- | ----- | ---- | ---- | -------- |
| Bairros                  | 42,67 | 42,67 | 6,19  | 1,67 | 0,98 | 1 017    |
| Fornos                   | 37,64 | 45,67 | 6,02  | 1,76 | 2,76 | 797      |
| Paraíso                  | 46,82 | 32,77 | 10,49 | 1,31 | 2,25 | 534      |
| Pedorido                 | 33,28 | 45,45 | 6,30  | 4,55 | 3,67 | 682      |
| Raiva                    | 31,63 | 43,29 | 7,77  | 8,48 | 3,36 | 1 132    |
| Real                     | 38,05 | 44,21 | 7,82  | 2,56 | 2,41 | 665      |
| Santa Maria de Sardoura  | 52,48 | 31,25 | 7,61  | 2,33 | 1,66 | 1 328    |
| São Martinho de Sardoura | 55,93 | 26,08 | 6,97  | 4,52 | 1,69 | 1 062    |
| Sobrado                  | 47,67 | 32,27 | 9,73  | 2,93 | 2,53 | 1 500    |
| Castelo de Paiva         | 43,91 | 37,20 | 7,70  | 3,50 | 2,31 | 8 717    |

### Espinho
| Partido                 | Partido                        | Votos  | %               | +/-  |
| ----------------------- | ------------------------------ | ------ | --------------- | ---- |
|                         | Partido Social Democrata       | 8 092  | 39,50 / 100,00  | 8,44 |
|                         | Partido Socialista             | 6 002  | 29,30 / 100,00  | 6,75 |
|                         | CDS – Partido Popular          | 2 053  | 10,02 / 100,00  | 0,45 |
|                         | Coligação Democrática Unitária | 1 659  | 8,10 / 100,00   | 0,31 |
|                         | Bloco de Esquerda              | 1 163  | 5,68 / 100,00   | 4,27 |
|                         | PCTP/MRPP                      | 224    | 1,09 / 100,00   | 0,08 |
|                         | Outros                         | 536    | 2,62 / 100,00   |      |
| Votos Inválidos         | Votos Inválidos                | 758    | 3,70 / 100,00   | 0,70 |
| Total                   | Total                          | 20 487 | 100,00 / 100,00 |      |
| Eleitorado/Participação | Eleitorado/Participação        | 31 206 | 65,65 / 100,00  | 1,52 |

| Freguesia | %     | %     | %     | %     | %    | %    | Votantes |
| Freguesia | PSD   | PS    | CDS   | CDU   | BE   | PCTP | Votantes |
| --------- | ----- | ----- | ----- | ----- | ---- | ---- | -------- |
| Anta      | 39,45 | 28,04 | 10,13 | 8,04  | 6,45 | 1,20 | 6 358    |
| Espinho   | 46,64 | 21,50 | 12,79 | 6,49  | 5,53 | 1,22 | 7 215    |
| Guetim    | 47,91 | 28,79 | 6,87  | 5,37  | 2,90 | 1,50 | 931      |
| Paramos   | 33,60 | 34,93 | 7,98  | 9,66  | 6,81 | 1,07 | 1 967    |
| Silvalde  | 27,69 | 42,65 | 6,60  | 10,96 | 4,81 | 1,54 | 4 016    |
| Espinho   | 39,50 | 29,30 | 10,02 | 8,10  | 5,68 | 1,09 | 20 487   |

### Estarreja
| Partido                 | Partido                        | Votos  | %               | +/-  |
| ----------------------- | ------------------------------ | ------ | --------------- | ---- |
|                         | Partido Social Democrata       | 6 327  | 46,30 / 100,00  | 8,39 |
|                         | Partido Socialista             | 3 003  | 21,98 / 100,00  | 7,40 |
|                         | CDS – Partido Popular          | 1 845  | 13,50 / 100,00  | 0,43 |
|                         | Coligação Democrática Unitária | 717    | 5,25 / 100,00   | 0,77 |
|                         | Bloco de Esquerda              | 698    | 5,11 / 100,00   | 3,77 |
|                         | Outros                         | 499    | 3,66 / 100,00   |      |
| Votos Inválidos         | Votos Inválidos                | 576    | 4,21 / 100,00   | 1,26 |
| Total                   | Total                          | 13 665 | 100,00 / 100,00 |      |
| Eleitorado/Participação | Eleitorado/Participação        | 25 104 | 54,43 / 100,00  | 1,55 |

| Freguesia | %     | %     | %     | %    | %    | Votantes |
| Freguesia | PSD   | PS    | CDS   | CDU  | BE   | Votantes |
| --------- | ----- | ----- | ----- | ---- | ---- | -------- |
| Avanca    | 42,45 | 25,99 | 12,82 | 4,86 | 5,45 | 3 190    |
| Beduído   | 43,33 | 24,34 | 11,97 | 7,21 | 5,30 | 4 092    |
| Canelas   | 47,59 | 14,70 | 18,07 | 4,10 | 6,63 | 830      |
| Fermelã   | 45,50 | 21,70 | 13,32 | 5,55 | 4,81 | 811      |
| Pardilhó  | 48,39 | 19,92 | 12,28 | 6,34 | 5,32 | 1 767    |
| Salreu    | 53,46 | 17,30 | 16,46 | 2,34 | 4,33 | 2 011    |
| Veiros    | 52,49 | 18,67 | 14,52 | 3,01 | 3,32 | 964      |
| Estarreja | 46,30 | 21,98 | 13,50 | 5,25 | 5,11 | 13 665   |

### Ílhavo
| Partido                 | Partido                               | Votos  | %               | +/-   |
| ----------------------- | ------------------------------------- | ------ | --------------- | ----- |
|                         | Partido Social Democrata              | 8 383  | 46,04 / 100,00  | 10,21 |
|                         | Partido Socialista                    | 3 660  | 20,10 / 100,00  | 8,24  |
|                         | CDS – Partido Popular                 | 2 807  | 15,41 / 100,00  | 0,61  |
|                         | Bloco de Esquerda                     | 1 022  | 5,61 / 100,00   | 5,32  |
|                         | Coligação Democrática Unitária        | 774    | 4,25 / 100,00   | 0,37  |
|                         | Partido pelos Animais e pela Natureza | 217    | 1,19 / 100,00   | Novo  |
|                         | Outros                                | 501    | 2,75 / 100,00   |       |
| Votos Inválidos         | Votos Inválidos                       | 846    | 4,65 / 100,00   | 1,31  |
| Total                   | Total                                 | 18 210 | 100,00 / 100,00 |       |
| Eleitorado/Participação | Eleitorado/Participação               | 35 013 | 52,01 / 100,00  | 0,22  |

| Freguesia             | %     | %     | %     | %    | %    | %    | Votantes |
| Freguesia             | PSD   | PS    | CDS   | BE   | CDU  | PAN  | Votantes |
| --------------------- | ----- | ----- | ----- | ---- | ---- | ---- | -------- |
| Gafanha da Encarnação | 51,80 | 16,17 | 15,99 | 4,59 | 3,96 | 1,02 | 2 245    |
| Gafanha da Nazaré     | 43,34 | 20,28 | 16,52 | 6,15 | 4,26 | 1,41 | 7 090    |
| Gafanha do Carmo      | 48,41 | 21,47 | 15,25 | 3,18 | 2,16 | 1,52 | 787      |
| Ílhavo (São Salvador) | 46,56 | 20,90 | 14,31 | 5,66 | 4,53 | 1,01 | 8 088    |
| Ílhavo                | 46,04 | 20,10 | 15,41 | 5,61 | 4,25 | 1,19 | 18 210   |

### Mealhada
| Partido                 | Partido                        | Votos  | %               | +/-   |
| ----------------------- | ------------------------------ | ------ | --------------- | ----- |
|                         | Partido Social Democrata       | 3 803  | 36,89 / 100,00  | 10,66 |
|                         | Partido Socialista             | 3 593  | 34,85 / 100,00  | 8,68  |
|                         | CDS – Partido Popular          | 824    | 7,99 / 100,00   | 0,38  |
|                         | Coligação Democrática Unitária | 647    | 6,28 / 100,00   | 0,63  |
|                         | Bloco de Esquerda              | 576    | 5,59 / 100,00   | 5,36  |
|                         | Outros                         | 367    | 3,56 / 100,00   |       |
| Votos Inválidos         | Votos Inválidos                | 499    | 4,84 / 100,00   | 1,18  |
| Total                   | Total                          | 10 309 | 100,00 / 100,00 |       |
| Eleitorado/Participação | Eleitorado/Participação        | 18 743 | 55,00 / 100,00  | 2,31  |

| Freguesia         | %     | %     | %     | %    | %    | Votantes |
| Freguesia         | PSD   | PS    | CDS   | CDU  | BE   | Votantes |
| ----------------- | ----- | ----- | ----- | ---- | ---- | -------- |
| Antes             | 44,06 | 34,37 | 7,86  | 2,38 | 3,66 | 547      |
| Barcouço          | 36,19 | 37,19 | 5,88  | 8,18 | 4,79 | 1 003    |
| Casal Comba       | 33,95 | 40,40 | 7,08  | 5,74 | 4,15 | 1 567    |
| Luso              | 33,69 | 37,30 | 7,07  | 5,84 | 7,50 | 1 386    |
| Mealhada          | 41,45 | 28,66 | 9,54  | 6,14 | 6,01 | 2 181    |
| Pampilhosa        | 30,61 | 34,18 | 10,10 | 8,57 | 6,84 | 2 019    |
| Vacariça          | 35,95 | 38,37 | 6,01  | 6,49 | 5,43 | 1 032    |
| Ventosa do Bairro | 53,48 | 29,79 | 6,79  | 1,22 | 2,44 | 574      |
| Mealhada          | 36,89 | 34,85 | 7,99  | 6,28 | 5,59 | 10 309   |

### Murtosa
| Partido                 | Partido                        | Votos  | %               | +/-  |
| ----------------------- | ------------------------------ | ------ | --------------- | ---- |
|                         | Partido Social Democrata       | 2 910  | 60,85 / 100,00  | 9,35 |
|                         | Partido Socialista             | 672    | 14,05 / 100,00  | 7,18 |
|                         | CDS – Partido Popular          | 563    | 11,77 / 100,00  | 0,76 |
|                         | Coligação Democrática Unitária | 151    | 3,16 / 100,00   | 0,15 |
|                         | Bloco de Esquerda              | 148    | 3,09 / 100,00   | 3,02 |
|                         | Outros                         | 179    | 3,74 / 100,00   |      |
| Votos Inválidos         | Votos Inválidos                | 159    | 3,33 / 100,00   | 0,30 |
| Total                   | Total                          | 4 782  | 100,00 / 100,00 |      |
| Eleitorado/Participação | Eleitorado/Participação        | 10 134 | 47,19 / 100,00  | 0,28 |

| Freguesia | %     | %     | %     | %    | %    | Votantes |
| Freguesia | PSD   | PS    | CDS   | CDU  | BE   | Votantes |
| --------- | ----- | ----- | ----- | ---- | ---- | -------- |
| Bunheiro  | 62,07 | 12,47 | 12,76 | 3,63 | 2,25 | 1 379    |
| Monte     | 60,38 | 16,52 | 10,23 | 3,36 | 3,51 | 684      |
| Murtosa   | 66,06 | 11,65 | 9,70  | 2,76 | 2,42 | 1 485    |
| Torreira  | 53,48 | 17,34 | 14,02 | 3,00 | 4,62 | 1 234    |
| Murtosa   | 60,85 | 14,05 | 11,77 | 3,16 | 3,09 | 4 782    |

### Oliveira de Azeméis
| Partido                 | Partido                        | Votos  | %               | +/-  |
| ----------------------- | ------------------------------ | ------ | --------------- | ---- |
|                         | Partido Social Democrata       | 16 204 | 43,23 / 100,00  | 9,41 |
|                         | Partido Socialista             | 10 919 | 29,13 / 100,00  | 7,96 |
|                         | CDS – Partido Popular          | 4 462  | 11,90 / 100,00  | 0,07 |
|                         | Bloco de Esquerda              | 1 866  | 4,98 / 100,00   | 3,39 |
|                         | Coligação Democrática Unitária | 1 200  | 3,20 / 100,00   | 0,44 |
|                         | Outros                         | 1 324  | 3,53 / 100,00   |      |
| Votos Inválidos         | Votos Inválidos                | 1 508  | 4,03 / 100,00   | 1,07 |
| Total                   | Total                          | 37 483 | 100,00 / 100,00 |      |
| Eleitorado/Participação | Eleitorado/Participação        | 61 131 | 61,32 / 100,00  | 2,74 |

| Freguesia               | %     | %     | %     | %    | %    | Votantes |
| Freguesia               | PSD   | PS    | CDS   | BE   | CDU  | Votantes |
| ----------------------- | ----- | ----- | ----- | ---- | ---- | -------- |
| Carregosa               | 45,46 | 25,65 | 12,54 | 4,18 | 2,52 | 2 105    |
| Cesar                   | 44,21 | 29,97 | 10,95 | 5,16 | 3,12 | 1 762    |
| Fajões                  | 50,61 | 23,07 | 10,43 | 4,97 | 3,62 | 1 630    |
| Loureiro                | 56,24 | 18,94 | 14,29 | 2,99 | 1,96 | 1 938    |
| Macieira de Sarnes      | 33,42 | 38,15 | 7,49  | 4,63 | 7,31 | 1 122    |
| Macinhata da Seixa      | 41,34 | 27,85 | 14,60 | 4,08 | 2,23 | 808      |
| Madail                  | 52,25 | 26,98 | 10,71 | 3,43 | 0,86 | 467      |
| Nogueira do Cravo       | 42,09 | 30,62 | 9,88  | 4,55 | 5,58 | 1 649    |
| Oliveira de Azeméis     | 43,38 | 24,42 | 15,48 | 5,83 | 3,09 | 6 086    |
| Ossela                  | 47,09 | 24,14 | 14,51 | 3,29 | 2,11 | 1 185    |
| Palmaz                  | 41,90 | 31,64 | 15,60 | 3,53 | 1,47 | 1 160    |
| Pindelo                 | 37,21 | 31,78 | 10,95 | 4,90 | 4,98 | 1 306    |
| Pinheiro da Bemposta    | 49,26 | 23,16 | 13,22 | 4,88 | 1,70 | 1 762    |
| Santiago de Riba-Ul     | 40,55 | 30,50 | 10,73 | 5,68 | 4,77 | 2 200    |
| São Martinho da Gândara | 44,97 | 31,08 | 10,94 | 4,34 | 2,00 | 1 152    |
| São Roque               | 42,86 | 31,06 | 9,57  | 5,63 | 3,16 | 2 914    |
| Travanca                | 42,83 | 27,47 | 17,40 | 4,68 | 1,12 | 983      |
| Ul                      | 47,27 | 28,81 | 12,28 | 4,19 | 1,56 | 1 409    |
| Vila de Cucujães        | 36,30 | 38,53 | 8,33  | 5,87 | 3,78 | 5 845    |
| Oliveira de Azeméis     | 43,23 | 29,13 | 11,90 | 4,98 | 3,20 | 37 483   |

### Oliveira do Bairro
| Partido                 | Partido                        | Votos  | %               | +/-     |
| ----------------------- | ------------------------------ | ------ | --------------- | ------- |
|                         | Partido Social Democrata       | 6 925  | 58,38 / 100,00  | 9,90    |
|                         | CDS – Partido Popular          | 2 320  | 19,56 / 100,00  | 2,42    |
|                         | Partido Socialista             | 1 384  | 11,67 / 100,00  | 5,19    |
|                         | Bloco de Esquerda              | 344    | 2,90 / 100,00   | 2,87    |
|                         | Coligação Democrática Unitária | 218    | 1,84 / 100,00   | 0,23    |
|                         | Outros                         | 300    | 2,53 / 100,00   |         |
| Votos Inválidos         | Votos Inválidos                | 370    | 3,12 / 100,00   | Estável |
| Total                   | Total                          | 11 861 | 100,00 / 100,00 |         |
| Eleitorado/Participação | Eleitorado/Participação        | 20 576 | 57,64 / 100,00  | Estável |

| Freguesia          | %     | %     | %     | %    | %    | Votantes |
| Freguesia          | PSD   | CDS   | PS    | BE   | CDU  | Votantes |
| ------------------ | ----- | ----- | ----- | ---- | ---- | -------- |
| Bustos             | 56,45 | 23,71 | 10,82 | 2,44 | 2,15 | 1 396    |
| Mamarrosa          | 59,41 | 21,34 | 11,11 | 0,99 | 1,98 | 909      |
| Oiã                | 56,45 | 19,48 | 12,62 | 3,37 | 2,04 | 3 773    |
| Oliveira do Bairro | 57,03 | 17,62 | 13,86 | 3,39 | 1,78 | 2 923    |
| Palhaça            | 65,44 | 16,78 | 8,69  | 3,21 | 0,74 | 1 496    |
| Troviscal          | 60,19 | 21,55 | 8,87  | 1,98 | 2,20 | 1 364    |
| Oliveira do Bairro | 58,38 | 19,56 | 11,67 | 2,90 | 1,84 | 11 861   |

### Ovar
| Partido                 | Partido                        | Votos  | %               | +/-  |
| ----------------------- | ------------------------------ | ------ | --------------- | ---- |
|                         | Partido Social Democrata       | 10 873 | 37,82 / 100,00  | 9,34 |
|                         | Partido Socialista             | 8 976  | 31,22 / 100,00  | 7,80 |
|                         | CDS – Partido Popular          | 2 640  | 9,18 / 100,00   | 1,02 |
|                         | Coligação Democrática Unitária | 1 980  | 6,89 / 100,00   | 0,55 |
|                         | Bloco de Esquerda              | 1 964  | 6,83 / 100,00   | 5,41 |
|                         | PCTP/MRPP                      | 308    | 1,07 / 100,00   | 0,10 |
|                         | Outros                         | 783    | 2,73 / 100,00   |      |
| Votos Inválidos         | Votos Inválidos                | 1 225  | 4,26 / 100,00   | 1,31 |
| Total                   | Total                          | 28 749 | 100,00 / 100,00 |      |
| Eleitorado/Participação | Eleitorado/Participação        | 48 891 | 58,80 / 100,00  | 2,17 |

| Freguesia                   | %     | %     | %    | %    | %    | %    | Votantes |
| Freguesia                   | PSD   | PS    | CDS  | CDU  | BE   | PCTP | Votantes |
| --------------------------- | ----- | ----- | ---- | ---- | ---- | ---- | -------- |
| Arada                       | 43,80 | 26,07 | 8,52 | 3,83 | 6,58 | 1,60 | 1 749    |
| Cortegaça                   | 37,69 | 35,19 | 9,36 | 5,38 | 4,54 | 1,11 | 2 157    |
| Esmoriz                     | 39,74 | 32,45 | 9,73 | 5,27 | 5,83 | 1,09 | 6 074    |
| Maceda                      | 35,20 | 35,20 | 7,92 | 6,96 | 5,50 | 1,01 | 1 781    |
| Ovar                        | 35,29 | 29,05 | 9,78 | 9,83 | 8,34 | 0,98 | 9 380    |
| São João de Ovar            | 34,36 | 31,62 | 8,82 | 7,81 | 7,74 | 1,26 | 3 254    |
| São Vicente de Pereira Jusã | 41,51 | 32,30 | 8,41 | 3,57 | 5,87 | 0,87 | 1 260    |
| Válega                      | 42,08 | 32,39 | 7,98 | 4,85 | 5,59 | 0,90 | 3 094    |
| Ovar                        | 37,82 | 31,22 | 9,18 | 6,89 | 6,83 | 1,07 | 28 749   |

### Santa Maria da Feira
| Partido                 | Partido                        | Votos   | %               | +/-  |
| ----------------------- | ------------------------------ | ------- | --------------- | ---- |
|                         | Partido Social Democrata       | 30 617  | 40,73 / 100,00  | 9,19 |
|                         | Partido Socialista             | 24 578  | 32,69 / 100,00  | 7,62 |
|                         | CDS – Partido Popular          | 6 861   | 9,13 / 100,00   | 0,13 |
|                         | Bloco de Esquerda              | 4 408   | 5,86 / 100,00   | 3,62 |
|                         | Coligação Democrática Unitária | 2 913   | 3,87 / 100,00   | 0,26 |
|                         | Outros                         | 2 808   | 3,76 / 100,00   |      |
| Votos Inválidos         | Votos Inválidos                | 2 991   | 3,98 / 100,00   | 1,15 |
| Total                   | Total                          | 75 176  | 100,00 / 100,00 |      |
| Eleitorado/Participação | Eleitorado/Participação        | 123 770 | 60,74 / 100,00  | 2,90 |

| Freguesia             | %     | %     | %     | %    | %     | Votantes |
| Freguesia             | PSD   | PS    | CDS   | BE   | CDU   | Votantes |
| --------------------- | ----- | ----- | ----- | ---- | ----- | -------- |
| Argoncilhe            | 42,41 | 30,95 | 10,79 | 4,68 | 3,21  | 4 827    |
| Arrifana              | 35,38 | 40,37 | 8,67  | 5,17 | 3,09  | 3 366    |
| Caldas de São Jorge   | 36,80 | 35,31 | 9,04  | 5,36 | 4,84  | 1 549    |
| Canedo                | 47,32 | 27,75 | 10,88 | 4,30 | 3,29  | 2 887    |
| Escapães              | 41,72 | 32,78 | 7,51  | 6,27 | 3,49  | 1 690    |
| Espargo               | 44,65 | 27,96 | 10,36 | 5,18 | 1,84  | 869      |
| Feira                 | 42,73 | 26,84 | 11,86 | 6,75 | 3,99  | 6 592    |
| Fiães                 | 35,25 | 35,41 | 8,34  | 6,33 | 5,99  | 4 377    |
| Fornos                | 40,88 | 30,47 | 9,88  | 5,85 | 3,92  | 1 710    |
| Gião                  | 47,48 | 27,23 | 11,33 | 3,89 | 2,52  | 874      |
| Guisande              | 52,30 | 27,10 | 9,08  | 3,66 | 1,76  | 738      |
| Lobão                 | 43,63 | 32,55 | 8,84  | 4,79 | 2,43  | 2 670    |
| Louredo               | 58,20 | 18,68 | 11,82 | 3,05 | 1,91  | 787      |
| Lourosa               | 37,00 | 38,81 | 7,84  | 5,93 | 2,83  | 5 011    |
| Milheirós de Poiares  | 38,75 | 38,45 | 6,07  | 5,15 | 3,91  | 1 943    |
| Mosteirô              | 34,95 | 37,97 | 8,60  | 7,96 | 2,20  | 1 093    |
| Mozelos               | 37,10 | 34,56 | 8,32  | 7,66 | 4,61  | 4 100    |
| Nogueira da Regedoura | 43,85 | 30,00 | 8,10  | 6,36 | 3,52  | 3 097    |
| Paços de Brandão      | 47,29 | 25,19 | 11,02 | 6,33 | 3,51  | 3 049    |
| Pigeiros              | 34,80 | 41,38 | 7,68  | 3,29 | 7,05  | 638      |
| Rio Meão              | 40,92 | 33,06 | 9,16  | 5,68 | 4,19  | 2 837    |
| Romariz               | 45,11 | 34,29 | 8,72  | 2,87 | 2,11  | 1 709    |
| Sanfins               | 38,52 | 36,00 | 8,29  | 5,46 | 2,73  | 989      |
| Sanguedo              | 44,17 | 29,52 | 10,88 | 5,11 | 2,44  | 1 802    |
| Santa Maria de Lamas  | 42,80 | 31,06 | 8,36  | 6,77 | 3,77  | 3 133    |
| São João de Ver       | 33,44 | 39,20 | 8,15  | 7,14 | 4,46  | 4 821    |
| São Paio de Oleiros   | 34,44 | 31,28 | 8,19  | 6,47 | 11,75 | 2 503    |
| Souto                 | 39,54 | 34,30 | 7,61  | 6,83 | 3,10  | 2 577    |
| Travanca              | 40,19 | 36,35 | 6,83  | 5,72 | 2,73  | 1 172    |
| Vale                  | 54,03 | 23,87 | 11,20 | 3,04 | 1,78  | 955      |
| Vila Maior            | 49,94 | 25,28 | 9,99  | 4,07 | 3,45  | 811      |
| Santa Maria da Feira  | 40,73 | 32,69 | 9,13  | 5,86 | 3,87  | 75 176   |

### São João da Madeira
| Partido                 | Partido                        | Votos  | %               | +/-   |
| ----------------------- | ------------------------------ | ------ | --------------- | ----- |
|                         | Partido Social Democrata       | 4 792  | 38,77 / 100,00  | 10,10 |
|                         | Partido Socialista             | 3 888  | 31,46 / 100,00  | 7,73  |
|                         | CDS – Partido Popular          | 1 343  | 10,87 / 100,00  | 0,15  |
|                         | Bloco de Esquerda              | 720    | 5,83 / 100,00   | 5,11  |
|                         | Coligação Democrática Unitária | 672    | 5,44 / 100,00   | 0,64  |
|                         | Outros                         | 429    | 3,49 / 100,00   |       |
| Votos Inválidos         | Votos Inválidos                | 515    | 4,16 / 100,00   | 1,25  |
| Total                   | Total                          | 12 359 | 100,00 / 100,00 |       |
| Eleitorado/Participação | Eleitorado/Participação        | 20 200 | 61,18 / 100,00  | 1,97  |

| Freguesia           | %     | %     | %     | %    | %    | Votantes |
| Freguesia           | PSD   | PS    | CDS   | BE   | CDU  | Votantes |
| ------------------- | ----- | ----- | ----- | ---- | ---- | -------- |
| São João da Madeira | 38,77 | 31,46 | 10,87 | 5,83 | 5,44 | 12 359   |
| São João da Madeira | 38,77 | 31,46 | 10,87 | 5,83 | 5,44 | 12 359   |

### Sever do Vouga
| Partido                 | Partido                        | Votos  | %               | +/-   |
| ----------------------- | ------------------------------ | ------ | --------------- | ----- |
|                         | Partido Social Democrata       | 4 198  | 55,71 / 100,00  | 11,97 |
|                         | Partido Socialista             | 1 245  | 16,52 / 100,00  | 7,83  |
|                         | CDS – Partido Popular          | 1 240  | 16,46 / 100,00  | 1,00  |
|                         | Bloco de Esquerda              | 216    | 2,87 / 100,00   | 3,42  |
|                         | Coligação Democrática Unitária | 150    | 1,99 / 100,00   | 0,33  |
|                         | Outros                         | 232    | 3,08 / 100,00   |       |
| Votos Inválidos         | Votos Inválidos                | 254    | 3,37 / 100,00   | 0,27  |
| Total                   | Total                          | 7 535  | 100,00 / 100,00 |       |
| Eleitorado/Participação | Eleitorado/Participação        | 11 959 | 63,01 / 100,00  | 1,43  |

| Freguesia            | %     | %     | %     | %    | %    | Votantes |
| Freguesia            | PSD   | PS    | CDS   | BE   | CDU  | Votantes |
| -------------------- | ----- | ----- | ----- | ---- | ---- | -------- |
| Cedrim               | 61,37 | 10,91 | 20,52 | 1,29 | 2,03 | 541      |
| Couto de Esteves     | 64,04 | 16,42 | 8,87  | 1,81 | 0,82 | 609      |
| Dornelas             | 50,59 | 16,78 | 20,09 | 2,36 | 2,84 | 423      |
| Paradela             | 60,74 | 12,15 | 17,35 | 3,47 | 1,74 | 461      |
| Pessegueiro do Vouga | 54,11 | 13,31 | 18,67 | 4,75 | 1,90 | 1 157    |
| Rocas do Vouga       | 51,80 | 21,17 | 14,37 | 2,65 | 2,17 | 1 058    |
| Sever do Vouga       | 55,79 | 14,11 | 17,98 | 2,93 | 2,20 | 1 502    |
| Silva Escura         | 54,02 | 18,17 | 15,36 | 3,31 | 2,51 | 996      |
| Talhadas             | 54,82 | 23,86 | 15,10 | 1,52 | 1,40 | 788      |
| Sever do Vouga       | 55,71 | 16,52 | 16,46 | 2,87 | 1,99 | 7 535    |

### Vagos
| Partido                 | Partido                        | Votos  | %               | +/-  |
| ----------------------- | ------------------------------ | ------ | --------------- | ---- |
|                         | Partido Social Democrata       | 7 890  | 65,05 / 100,00  | 9,48 |
|                         | Partido Socialista             | 2 027  | 16,71 / 100,00  | 2,51 |
|                         | CDS – Partido Popular          | 1 136  | 9,37 / 100,00   | 4,87 |
|                         | Bloco de Esquerda              | 292    | 2,41 / 100,00   | 2,61 |
|                         | Coligação Democrática Unitária | 160    | 1,32 / 100,00   | 0,08 |
|                         | Outros                         | 281    | 2,31 / 100,00   |      |
| Votos Inválidos         | Votos Inválidos                | 344    | 2,84 / 100,00   | 0,20 |
| Total                   | Total                          | 12 130 | 100,00 / 100,00 |      |
| Eleitorado/Participação | Eleitorado/Participação        | 22 052 | 55,01 / 100,00  | 1,06 |

| Freguesia              | %     | %     | %     | %    | %    | Votantes |
| Freguesia              | PSD   | CDS   | PS    | BE   | CDU  | Votantes |
| ---------------------- | ----- | ----- | ----- | ---- | ---- | -------- |
| Calvão                 | 73,40 | 13,08 | 5,71  | 1,84 | 1,05 | 1 139    |
| Covão do Lobo          | 79,25 | 8,82  | 5,88  | 1,63 | 0,16 | 612      |
| Fonte de Angeão        | 71,89 | 13,11 | 7,84  | 1,35 | 0,81 | 740      |
| Gafanha da Boa Hora    | 62,57 | 16,72 | 10,30 | 3,05 | 1,16 | 951      |
| Ouca                   | 63,53 | 21,49 | 7,75  | 1,34 | 0,72 | 968      |
| Ponte de Vagos         | 65,56 | 18,83 | 8,06  | 2,01 | 0,70 | 993      |
| Santa Catarina         | 59,57 | 25,29 | 7,32  | 2,00 | 0,33 | 601      |
| Santo André de Vagos   | 79,84 | 11,56 | 3,78  | 0,82 | 1,19 | 1 349    |
| Santo António de Vagos | 68,72 | 15,89 | 6,55  | 1,79 | 0,99 | 1 007    |
| Sosa                   | 60,81 | 18,92 | 11,93 | 2,37 | 1,36 | 1 475    |
| Vagos                  | 50,20 | 18,56 | 16,86 | 4,92 | 2,96 | 2 295    |
| Vagos                  | 65,05 | 16,71 | 9,37  | 2,41 | 1,32 | 12 130   |

### Vale de Cambra
| Partido                 | Partido                        | Votos  | %               | +/-   |
| ----------------------- | ------------------------------ | ------ | --------------- | ----- |
|                         | Partido Social Democrata       | 5 909  | 42,65 / 100,00  | 11,33 |
|                         | Partido Socialista             | 3 348  | 24,16 / 100,00  | 6,00  |
|                         | CDS – Partido Popular          | 2 584  | 18,65 / 100,00  | 1,55  |
|                         | Bloco de Esquerda              | 555    | 4,01 / 100,00   | 4,12  |
|                         | Coligação Democrática Unitária | 355    | 2,56 / 100,00   | 0,46  |
|                         | Outros                         | 466    | 3,35 / 100,00   |       |
| Votos Inválidos         | Votos Inválidos                | 639    | 4,62 / 100,00   | 1,23  |
| Total                   | Total                          | 13 856 | 100,00 / 100,00 |       |
| Eleitorado/Participação | Eleitorado/Participação        | 22 672 | 61,12 / 100,00  | 2,99  |

| Freguesia              | %     | %     | %     | %    | %    | Votantes |
| Freguesia              | PSD   | PS    | CDS   | BE   | CDU  | Votantes |
| ---------------------- | ----- | ----- | ----- | ---- | ---- | -------- |
| Arões                  | 45,54 | 18,15 | 26,85 | 1,29 | 1,18 | 931      |
| Cepelos                | 51,45 | 15,53 | 19,93 | 2,90 | 2,43 | 863      |
| Codal                  | 37,59 | 29,32 | 13,21 | 6,10 | 4,50 | 689      |
| Junqueira              | 49,66 | 10,12 | 30,92 | 2,74 | 0,96 | 731      |
| Macieira de Cambra     | 33,03 | 33,18 | 18,17 | 4,06 | 3,23 | 2 785    |
| Roge                   | 41,97 | 30,15 | 16,26 | 2,86 | 1,48 | 1 015    |
| São Pedro de Castelões | 45,45 | 21,31 | 17,95 | 4,65 | 2,57 | 4 279    |
| Vila Chã               | 43,62 | 25,21 | 15,58 | 4,59 | 2,78 | 2 265    |
| Vila Cova de Perrinho  | 46,98 | 18,79 | 17,79 | 3,69 | 2,35 | 298      |
| Vale de Cambra         | 42,65 | 24,16 | 18,65 | 4,01 | 2,56 | 13 856   |